# Bernardo II di Sassonia
Bernardo II di Sassonia (dopo il 990 – 29 giugno 1059) fu duca di Sassonia dal 1011 alla morte.

## Biografia
Era figlio del duca Bernardo I di Sassonia e della di lui consorte Ildegarda, figlia di Enrico I il Calvo, conte di Stade († 976) e di Ildegarda di Reinhausen, figlia di Elli I, conte di Reinhausen. Era dunque cugino di Tietmaro, oltre che di Federico e Enrico. Apparteneva alla dinastia dei Billunghi.
Amministrava Luneburgo, Verden, Möllenbeck, Minden, Herford, Kemnade e Fischbeck ed aveva i diritti di conte fin oltre la Frisia. Alla morte del padre, avvenuta nel 1011, divenne duca di Sassonia.
Egli sostenne solo trepidamente l'imperatore Enrico II contro i polacchi e fece da intermediario per la pace di Bautzen. Nel  1019/20 si ribellò ed estorse il riconoscimento di tutti i diritti dinastici.
Con l'aiuto del principe obodrita Godescalco legò gli slavi ancor più all'impero. Nel 1024 riconobbe come imperatore Corrado II.
Egli si oppose ai conti di Stade e di Werl. In seguito combatté contro gli arcivescovi di Brema e contro i vescovi sassoni, dal 1043 specialmente contro l'arcivescovo Adalberto di Brema, che egli incolpava della morte di suo fratello, in combutta con l'imperatore: in effetti il fratello di Bernardo, Tietmaro, preparerà nel 1048 un attentato contro l'imperatore Enrico III ma, scoperto, verrà affrontato in duello ed ucciso da un vassallo di nome Arnoldo, venendo vendicato dal di lui figlio dallo stesso nome, Tietmaro, il quale impiccò Arnoldo tra due cani.
Egli fece erigere la rocca di Alsterburg ad Amburgo. Dopo la sua morte fu sepolto nella chiesa del convento di San Michele a Luneburgo.

## Discendenti
Bernardo II aveva sposato Eilika di Schweinfurt († 10 dicembre 1055 o 1056), una delle figlie di Enrico di Schweinfurt (prima del 980 – 1017), margravio di Nordgau in Baviera, e di Gerberga di Gleiberg; apparteneva quindi alla dinastia Schweinfurt. Da Eilika Bernardo ebbe:
- Ordulfo di Sassonia († 28 marzo 1072), duca di Sassonia, che sposò nel 1042 Wulfhild di Norvegia († 24 maggio 1071), figlia di Olav II Haraldsson, re di Norvegia;
- Ermanno († 1088), conte, 1059/80;
- Gertrude († 4 agosto 1089 (o 1093), che sposò in prime nozze Fiorenzo I, conte di Olanda; dopo la morte di Fiorenzo, ucciso il 28 giugno 1061, sposò in seconde nozze nel 1063 Roberto I († 13 ottobre 1092), conte d'Olanda dal 1062 al 1071 e delle Fiandre dal 1071;
- Ida († 31 luglio 1101), che sposò in prime nozze Federico II di Lussemburgo († 28 agosto 1065), dal 1046 duca di Lorena, e dopo la morte di quest'ultimo sposò nel 1065 (o 1066) Alberto III († 22 giugno 1102), conte di Namur;
- Edvige (tra il 1030 e il 1035 – 17 luglio 1112), andata sposa a Enghelberto I (†1º aprile 1096), conte di Spanheim, margravio dell'Istria, figlio di Sigfrido I di Sponheim; assieme ebbero come figlio il futuro duca di Carinzia Enrico VI; secondo una ricerca di Friedrich Hausmann e Heinz Dopsch, la Edvige che sposò Enghelberto non è da indentificarsi con la figlia di Bernardo Ii ma con una donna di stirpe friulana.